# Geddy Lee

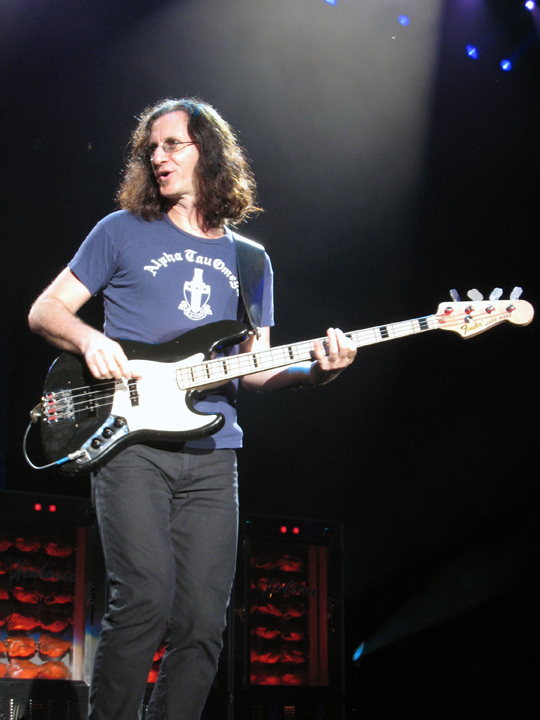
Geddy Lee

Geddy Lee (geboren als Gary Lee Weinrib) (Toronto, 29 juli 1953) was de zanger, bassist en keyboardspeler van de progressieve-rockband Rush.
Naast de productie, arrangementen en optredens voor Rush, produceerde hij ook albums voor tal van andere groepen, waaronder Rocket Science en nam hij een nummer op voor South Park.
In 2000 bracht hij zijn eerste soloalbum uit, My Favorite Headache.
Lee stopte samen met Alex Lifeson in januari 2018 met Rush, vanwege de ziekte van drummer Neil Pearth, die twee jaar later overleed, op 7 januari 2020.